# Кількабизово
Кількаби́зово (рос. Килькабызово, башк. Килкабыҙ) — село у складі Бакалинського району Башкортостану, Росія. Входить до складу Старокуручевської сільської ради.
Населення — 358 осіб (2010; 441 у 2002).
Національний склад:
- татари — 82 %